# DTDP-4-deidroramnosio reduttasi
La dTDP-4-deidroramnosio reduttasi è un enzima appartenente alla classe delle ossidoreduttasi, che catalizza la seguente reazione:
dTDP-6-deossi-L-mannosio + NADP+ ⇄ dTDP-4-deidro-6-deossi-L-mannosio + NADPH + H+
Nella reazione inversa, la riduzione dell'esoso in posizione 4 avviene soltanto quando il substrato è legato ad un altro enzima che catalizza l'epimerizzazione al C-3 e C-5. 